# Barrage de Makhoul
Le barrage de Makhoul est projet de barrage irakien aux abords d'Assur ville inscrite au Patrimoine mondial en 2003.

## Abandon
Dès 2008, l'Unesco encourage l'état partie à déplacer ou annuler le projet de barrage.
Ce projet de barrage est dit abandonné en date du 5 juillet 2013

## Sources
- (fr) whc.unesco.org/fr/news/news250303.htm